# Humbanikaix I
Humbanikaix I o Humban-nikaš I va ser rei d'Elam. Només es coneix el seu nom per fonts mesopotàmiques, segons les quals va pujar al tron cap a l'any 747 aC i va regnar fins al 717 aC.
Era contemporani del rei d'Assíria Teglatfalassar III, que en els seus informes de campanya parla d'Humbanikaix I, sense que es mencioni cap enfrontament. Se'l torna a anomenar l'any 720 aC, quan va dirigir un exèrcit contra Sargon II d'Assíria, amb el que va tenir un important enfrontament sense que es produís un resultat clar. Sobre aquesta batalla es conserven diverses fonts, i cada una en dona un resultat diferent. L'informe oficial de Sargon II diu que va obtenir una victòria absoluta. Una inscripció del rei Marduk-Apal-Iddina II que era un aliat dels elamites, parla de l'expulsió dels assiris en aquella batalla. La Crònica babilònica diu que l'enfrontament el va guanyar Humbanikaix I, i que el rei Marduk-Apal-Iddina II va arribar a la batalla massa tard per poder combatre.